# 4937 Lintott
A 4937 Lintott (ideiglenes jelöléssel 1986 CL1) a Naprendszer kisbolygóövében található aszteroida. Henri Debehogne fedezte fel 1986. február 1-jén.